# Cabool
La ville américaine de Cabool est située dans le comté de Texas, dans l’État du Missouri.
Incorporée en 1884, la ville est nommée en référence à Kaboul, en Afghanistan.
Selon le recensement de 2010, Cabool compte 2 146 habitants. La municipalité s'étend sur 3,90 milles carrés (10,1 km2), dont 3,84 milles carrés (9,95 km2) de terres.